# Языки Тувалу
Официальными языками Тувалу являются английский и полинезийский язык тувалу, являющийся родным для 94% населения государства. Оба языка используются в государственном и муниципальном управлении и в образовании, в повседневной жизни вне туристической индустрии используется практически только тувалу.

## Региональные языки
Значительную часть населения острова Нуи в одноимённом сельском округе составляют носители особого диалекта микронезийского языка кирибати.